# Barro Alto (Bahia)
Barro Alto é um município brasileiro do estado da Bahia.

## Subdivisões

### Distritos
- Barro Alto (sede)
- Lagoa Funda
- Gameleira[8]

## Política e administração
O Município de Barro Alto possui uma estrutura político-administrativa composta pelo Poder Executivo, chefiado por um Prefeito eleito por sufrágio universal, o qual é auxiliado diretamente por secretários municipais nomeados por ele, e pelo Poder Legislativo, institucionalizado pela Câmara Municipal de Barro Alto, órgão colegiado de representação dos munícipes que é composto por 9 vereadores também eleitos por sufrágio universal.

### Autoridades municipais de Barro Alto
- Prefeito: Orlando Amorim Santos - PL (2021/-)[10][11]
- Vice-prefeito: Mauricio Fernandes da Silva - PT (2021/-)[10]